# Serinette
Een serinette, ook wel kanarieorgel of vogelorgel, is een mechanisch muziekinstrument dat fluitende tonen voortbrengt.
Het instrument kwam vanaf de eerste helft van de 18e eeuw voor in Frankrijk. Het werd vanaf de 19e eeuw ook in Vlaanderen gemaakt door bijvoorbeeld J.F. De Potter uit Sint-Niklaas en L. Fretin uit Oostende. Het apparaat was aanvankelijk bedoeld om gedomesticeerde kanaries populaire deuntjes te leren fluiten. De naam is afkomstig van het Franse woord serin dat kanarie betekent.
Het raakte in trek als muziekinstrument voor dames uit welgestelde klassen en vanaf het begin van de 19e eeuw ook als speelgoed voor hun kinderen. Het ontwikkelde zich tot een klein draaiorgel met tussen de acht en tien orgelpijpjes waarmee tot bijna tien melodieën gespeeld kunnen worden. Het apparaat werkt met een zwengel die door middel van luchtdruk het mechanisme in beweging brengt. De omvang van de apparaten groeide in de loop van de tijd waardoor de latere exemplaren te zwaar werden om te dragen.